# Museo di arte sacra della Val d'Arbia
Il Museo di arte sacra della Val d'Arbia si trova nel Palazzo Ricci Socini a Buonconvento, in provincia di Siena.

## Descrizione
Al suo interno si conservano pregevoli opere pittoriche di Duccio di Buoninsegna, Pietro Lorenzetti, Luca di Tommè, Andrea di Bartolo, Sano di Pietro, Matteo di Giovanni, Girolamo di Benvenuto, Andrea Piccinelli, Francesco Vanni, Alessandro Casolani, Rutilio Manetti, nonché opere di oreficeria (turiboli, reliquiari, ecc.) e arredi lignei provenienti dalle chiese del territorio.

## Genesi del museo
Un primo nucleo di opere era stato raccolto già nel 1926 dal parroco don Crescenzio Massari, il quale decise di allestire una sala adiacente alla pieve dei santi Pietro e Paolo e di collocarvi le opere d'arte recuperate dai vari depositi della chiesa. Il Museo ebbe una prima collocazione nel palazzo di via Soccini detto “Il Glorione” nel 1979. Il trasferimento nella sede attuale, il palazzo Ricci Socini, ha permesso l'ampliamento della collezione e una migliore esposizione delle opere stesse.

## La collezione
Il percorso della visita, ordinato con criterio cronologico, inizia al secondo piano con pitture su tavola del Trecento e del Quattrocento. Il Museo presenta infatti una serie di capolavori provenienti dal territorio di Buonconvento che testimoniano, per la loro qualità, il legame di questa zona con la produzione pittorica di Siena.
Il percorso espositivo è organizzato su sette sale, più una sala dedicata ai paramenti sacri.